# Literatura comparada
Literatura comparada é o ramo da teoria literária que estuda, através da comparação dos diferentes textos literários junto de seus grupos linguísticos, como as regras gramaticais, as intertextualidades, as culturas e as nacionalidades, pontos que buscam uma relação de aproximação ou afastamento, sendo possível entre dois ou mais textos, incidindo o seu foco não somente na comparação da literatura em si, mas com maior ênfase nas respectivas teorias da literatura. Embora seja mais praticado com trabalhos em diferentes idiomas, os estudos no campo da literatura comparada podem também ser realizados com trabalhos em um mesmo idioma, de diferentes nações ou culturas na qual a língua é falada. Também pode abranger a comparação de diferentes tipos de artes; por exemplo, pode investigar a relação entre filmes e obras literárias.
Em outras palavras, a literatura comparada pode ser compreendida como um campo interdisciplinar cujos “praticantes” estudam literatura transversalmente às fronteiras nacionais, ao tempo, às línguas, aos gêneros e aos limites entre a Literatura e as demais artes, assim como qualquer outra disciplina (psicologia, filosofia, ciências, história, arquitetura, sociologia e política). 
A literatura comparada, doravante L.C., consiste em  uma abordagem multidisciplinar que configura-se nos estudos comparativos das literaturas em diferentes áreas linguísticas, mas também de diferentes mídias e tipos de arte. O comparatista pode se interessar pelas literaturas nacionais, assim como pela música, pela pintura e pelo cinema, por exemplo. A prática dessa disciplina exige o domínio de muitas linguagens e conhecimentos em mais de um domínio de pesquisa. Por sua natureza pluralista, a L.C. encoraja o intercâmbio entre as disciplinas e os lugares de pesquisa.

## Surgimento
A expressão “literatura comparada” surge no século XIX e usa-se da comparação de estruturas com a finalidade de extrair leis gerais da literatura. Consagrada academicamente na França, tem sua primeira cátedra em Lyon, em 1887, seguida por Sorbonne, 1910. Mas apenas nos primeiros decênios do século XX, ela ganha estatura de disciplina reconhecida, tornando-se objeto de ensino regular nas grandes universidades européias e norte-americanas e dotando-se de bibliografia específica e público especializados.
Suas grandes representações foram a Escola Francesa (criada nos princípios de fonte e influência), a Escola Americana (despojada de inflexões nacionalistas, grande ecletismo, fácil absorção de noções teóricas), Escola Soviética (compreensão da literatura como produto da sociedade).
Inicialmente, a LC fazia comparações e distinções implícitas entre “literaturas maiores” e “literaturas menores”, sendo as primeiras as que, por via de uma maior força quantitativa e qualitativa, funcionariam como verdadeiros modelos ou “fontes” para as segundas, que se limitariam assim a um papel secundário, periférico, de integração de influências provenientes dos modelos. Esse comparatismo configurava-se como uma relativização de uma hierarquia (“imagologia”, o estudo das imagens culturais que um determinado povo provoca em outra literatura nacional). Cabe salientar que os estudos comparados  existiam muito antes de adentrarem o campo da literatura em si
O conceito de Weltliteratur (“literatura mundial”) proposto ainda no século XVIII por Goethe (escritor, romancista, dramaturgo e filósofo alemão), corresponde assim a este intuito que pretende evitar um isolacionismo literário, sublinhando  ainda a continuidade relativamente ao modelo anterior de uma “república das letras" (República das letras é uma expressão cunhada na Itália e que designa um espaço imaginário no qual estão todos os textos produzidos pelo Ocidente desde a Antiguidade, isto é, desde os gregos), no interior da qual os pressupostos nacionalistas eram relativamente pouco atuantes. Pelo contrário, a LC desenvolver-se-á e sistematizar-se-á adentro do que poderemos designar como um “paradigma nacionalista”, o que explica que ela seja considera frequentemente, como uma disciplina pela qual os gestos e as vontades de entendimento internacionalista encontram um canal quase exclusivo. É ao longo, então, do século XIX que se assistirá à progressiva implantação institucional da disciplina, quer através de cursos universitários que se reclamam do comparatismo, quer através da publicação de obras que integram já esta designação, quer ainda através da publicação de revistas em que a “literatura comparada” surge como propósito fundador.
A LC nasceu em um âmbito em que cada nação fechava-se dentro de si mesma e era necessário combater esse isolacionismo nacionalista. Ela ficou um longo tempo limitada aos estudos de autores em relação biográfica. Mas hoje, sob influência notadamente das pesquisas norte-americanas, ela se abriu para os estudos temáticos e  ideológicos.
A Escola Americana, verbi gratia, era vernaculamente alinhada às visões internacionalistas de Goethe e Posnett (possivelmente refletindo o desejo pós-guerra de uma cooperação internacional), procurando por exemplos de confianças universais do ser humano baseadas nos arquétipos literários que apareciam por toda a literatura a todo tempo e em todo lugar.
A LC pressupõe a existência e a prática de uma atitude comparativa que, no entanto, apresenta um âmbito e um escopo muito mais amplos e ambiciosos, se bem que metodologicamente menos consistentes. Reconhecendo que a comparação se configuraria como um meio, uma metodologia de analise e estudo e não como algo fechado em si. 
Surgida de uma necessidade de evitar o fechamento em si das nações recém constituídas e com uma intenção de cosmopolitismo literário, a LC deixa de exercer essa função “internacionalista” para converter-se em uma disciplina que põe em relação diferentes campos científicos.
A atitude comparativa foi central, por exemplo, para que a literatura e a cultura latinas se pensassem nas suas relações e especificidades face à literatura e cultura gregas; ou na forma como a Idade-Média integrou e reformulou essa herança clássica, diversificando-a através das específicas direções que viriam a constituir as várias literaturas nacionais.
Não deveremos confundir a área dos estudos de recepção com o “velho” estudo de fontes e influências: não só porque a tônica não é já a da produção (o autor), mas sim a da recepção (o leitor e suas diversas configurações), mas, sobretudo, porque se passa a insistir quer no caráter dinâmico da história literária quer nas relações culturais que o literário pressupõe. Bem como o caráter universal da literatura.

## Crise
Desvinculando-se da exclusividade dos estudos franceses e de uma postura clássica, René Wellek em 1958, no 2º Congresso da recém-criada Association Internationale de Littérature Comparée, polemicamente intitula a sua conferência “The crisis of comparative literature” (Wellek, 1959). A “crise” diagnosticada e analisada por Wellek, e que ele faz radicar na fundamentação historicista e positivista do modelo comparatista tradicional, levará a que, progressivamente, se assista a uma clara renovação dos objetos e métodos da disciplina, protagonizada pela crescente importância da teoria literária nos estudos literários em geral e na Literatura Comparada em particular.
Para Wellek, a LC estava restringindo-se a analise de fragmentos e estudos de fontes e influencias, com isso, geraria um enorme desprestigio da área. Defendia, ainda, que a analise focasse no texto em si e não em questões externas e contextuais.
Conforme, Guillén (1985), “as fronteiras de uma nação não rasuram nem conseguem esbater as passagens culturais e mais especificamente literárias que estão na base de qualquer dita ‘literatura nacional’” .

## Áreas de atuação
Enfim, o campo de atuação da LC é hoje altamente diversificado: por exemplo, comparatistas frequentemente estudam literatura chinesa, árabe e de grandes línguas mundiais e de outras regiões, assim como o fazem com o Inglês e as literaturas européias.
Há marcas em muitas partes do mundo de que a disciplina vem prosperando, especialmente na Ásia, na América Latina e no Mediterrâneo. As atuais tendências da LC também refletem a crescente importância dos estudos culturais nos campos da literatura.
Outra área de atuação da LC é o campo da tradução. Relacionados de modo muito forte com esta área, os estudos de tradução afirmam-se progressivamente como zona cujo crescente impacto e fundamentação teórica tem inclusivamente levado à sua defesa como área comparatista privilegiada. 
Em síntese, a LC parece poder surgir como espaço reflexivo privilegiado para a tomada de consciência do caráter histórico, teórico e cultural do fenômeno literário, quer insistindo em aproximações caracterizadas por fenômenos “transtemporais” e supranacionais quer acentuando uma dimensão especificamente cultural, visível, por exemplo, em áreas como os estudos de tradução ou os estudos Inter semióticos. Daqui decorrem três tendências centrais para o entendimento das perspectivas atuais do comparatismo: uma tendência multidisciplinar (e mesmo eventualmente interdisciplinar); uma tendência interdiscursiva, visível no desenvolvimento das relações com áreas como a história, a filosofia, a sociologia e a antropologia; finalmente, uma tendência Inter semiótica, que tenta colocar o fenômeno literário no quadro mais alto das manifestações artísticas humanas. De todas elas ressalta um aspecto comum: o de que a LC situa-se na área particularmente sensível da “fronteira” entre nações, línguas, discursos, práticas artísticas, problemas e conformações culturais. E esta colocação faz dela um campo de indagações particularmente fértil para a colocação de problemas que, se tomados em absoluto, dificilmente poderão encontrar uma formulação epistemológica significativa.